# 想いはらはらと
「想いはらはらと」はMISIAの配信限定シングル。アリオラジャパンから2021年4月28日に配信された。この曲は川谷絵音と初コラボした楽曲である。

## 概要
前作から約6ヶ月ぶりの配信シングルリリース。

## 収録曲
| #  | タイトル           | 作詞     | 作曲     | 編曲     | 時間 |
| -- | ------------------ | -------- | -------- | -------- | ---- |
| 1. | 「想いはらはらと」 | 川谷絵音 | 川谷絵音 | 冨田恵一 | 4:21 |

## タイアップ
- 東宝配給映画『ヒノマルソウル〜舞台裏の英雄たち〜』主題歌[1]